# Прягаево
Прягаево — деревня в Кадуйском районе Вологодской области.
Входит в состав Никольского сельского поселения, с точки зрения административно-территориального деления — в Никольский сельсовет.
Расстояние по автодороге до районного центра Кадуя — 27 км, до центра муниципального образования села Никольское — 3 км. Ближайшие населённые пункты — Будиморово, Васильевская, Иваново, Ивановское, Мелентьево, Мокашево, Никоновская, Сафоново, Чертова, Шутовская.
По переписи 2002 года население — 2 человека.